# Stormy Daniels
Stormy Daniels (anglès: Stephanie Gregory Clifford)  (Baton Rouge, 17 de març de 1979) nom artistic de Stephanie Gregory Clifford és una actriu, directora i productora de cinema pornogràfic nord-americana, també coneguda en la indústria per adults com Stormy Waters o simplement Stormy. El seu sobrenom el va adoptar del nom de la filla del guitarrista Mick Mars, del grup Mötley Crüe, ja que l'actriu és una fervent admiradora d'aquesta banda de rock dur.
El 2018, Daniels va ser protagonista en una disputa legal amb l'aleshores president dels Estats Units, Donald Trump, i el seu advocat Michael Cohen. Trump i els seus substituts van pagar 130.000 dòlars per a silenciar Daniels respecte a una aventura que ella afirmà que va tenir amb Trump el 2006. Els portaveus del bilionari van negar l'afer i van acusar Daniels de mentir. Nogensmenys el 31 de gener de 2023, Trump semblava admetre la relació a Truth Social, la xarxa que va crear després de ser foragitat de Twitter.

## Biografia
Va ser criada per la seva mare soltera des que tenia 4 anys, Stormy té arrels irlandeses i cherokees. Va ser l'editora del seu propi periòdic a l'institut, i la presidenta, quan comptava amb 17 anys. En la seva infància, Stormy va ser una gran seguidora de l'hípica i el ballet clàssic. De fet, va arribar a participar en exhibicions locals d'hípica i va ballar en diverses companyies de ballet clàssic. Stormy va començar en el món del striptease, com moltes altres actrius porno. "Vaig començar a despullar-me en públic per guanyar-me algun diner extra pels meus vicis. Quan vaig complir els 18 anys em vaig operar els pits, i vaig decidir dedicar-me al striptease, d'una manera més professional. Fer porno va sorgir d'una forma natural", reconeix. Stormy va actuar a The Gold Club, el club de striptease més famós de Louisiana.

## Carrera pornogràfica
Al setembre de 2002 va signar amb la prestigiosa Wicked Pictures (que ja va treballar amb actrius del calibre de Jenna Jameson) després que aquests estudis es fixessin en ella després d'unes cèlebres escenes lèsbiques amb la seva íntima amiga, l'explosiva Devon a la pel·lícula American Girls # 2, al costat de l'actriu Mary Carey en el film Hot Showers 6, o al costat de Jenna Haze a la pel·lícula Splendor. Stormy va entrar en el món del cinema pornogràfic amb la condició de realitzar només escenes lèsbiques, i dirigir els seus propis films.
El seu espectacular cos la ha ajudat a aconseguir molts premis de l'acadèmia pornogràfica, com el Premi AVN com a millor starlette, i portades en revistes com Playboy, Penthouse o Hustler. Stormy va declarar; "saber-te i sentir-te desitjada et dona una sensació de poder, sobretot davant de qui et desitja", creu fermament Stormy, que confessa, a més, sentir i experimentar la sexualitat com assaborir un gelat de vainilla amb caramel".
La reina del porno, Jenna Jameson, és l'exemple a seguir per Stormy, ja que segons la pròpia Daniels o Waters (els pseudònims que ella mateixa sol alternar), "és una dona que ho ha tingut difícil a la vida. Ho ha passat molt malament, i tanmateix, sempre s'ha pres de debò el negoci del porno. S'ha convertit en un exemple per a les altres noies que ens dediquem al cinema X. És la número 1".

### Carrera empresarial
Des de l'any 2004 fins a l'any 2006, Stormy ha anat compatibilitzant l'actuació amb la direcció a la productora Wicked Pictures, a on és la dona estrella actualment d'aquests estudis californians. Stormy assegura que "abans de tot això jo era escriptora, escrivia poesia i contes, a més treballava en el periòdic de l'institut perquè volia ser periodista, després, quan vaig entrar en aquest negoci, vaig començar a sortir amb un noi que era guionista i director, un dia li vaig dir “jo també puc escriure un guió”, però ell es va riure de mi, i em va fer enfadar tant que em vaig posar a escriure. Vaig decidir ser directora perquè els directors sempre filmaven la seva interpretació del que jo escrivia. Moltes vegades les pel·lícules acabades no eren el qual jo tenia al cap.

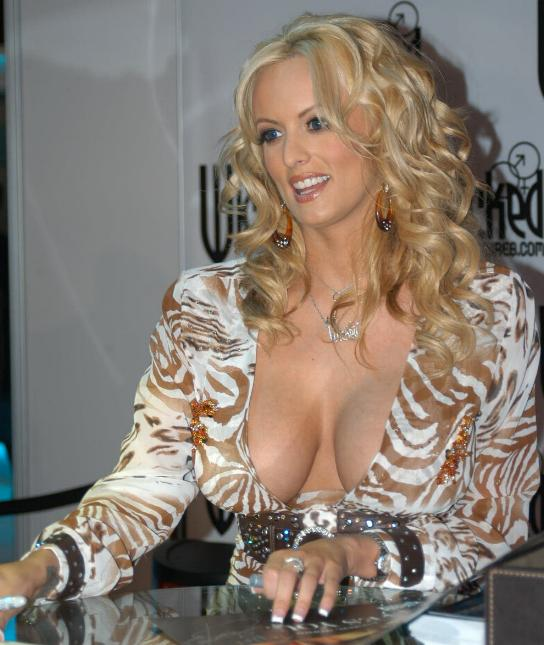
Stormy durant un acte promocional d'una de les seves pel·lícules.

Un dia li vaig dir a la gent de Wicked Pictures —la companyia per la qual va treballar— que volia dirigir per veure si podia plasmar en la pantalla el que havia escrit i imaginat. La meva primera cinta va ser One Night in Vegas. He escrit durant tres anys i mig, i he dirigit, és quelcom que realment gaudeixo. És quelcom que també em deixarà mantenir-me en la indústria quan ja no vulgui actuar si em vull casar, o si vull tenir un fill. Com a actriu, el període d'una noia és d'aproximadament cinc anys, però el meu serà més ampli."
La seva primera pel·lícula sota la seva direcció va ser One Night in Vegas. També va dirigir Second Thoughts, i va escriure el guió de 15 pel·lícules per la productora Wicked Pictures. Tanmateix, la carrera empresarial de Stormy va continuar fins a crear la seva pròpia productora, Stormy Entertainment. "Em vaig cansar que tots fessin diners a costa meva. Estava molt agraïda amb Wicked Pictures perquè em van deixar dirigir, però la millor forma de guanyar diners en aquesta indústria és produint les teves pròpies pel·lícules. Encara tinc contracte per treballar amb Wicked, però ja tinc la meva pròpia casa productora que es diu Stormy Entertainment. Amb Wicked Pictures una pel·lícula pot tenir diverses històries, molta producció, vestuaris i maquillatge i s'inverteixen entre 65,000 i 70,000 dòlars per pel·lícula.
A Stormy Entertainment no tindrem tanta producció, així que els costos de producció estaran al voltant de 30,000 dòlars".

### Carrera política
Igual que les seves companyes de professió Mary Carey i Mimi Miyagi, candidates en el passat a governadores per Califòrnia i Nevada, respectivament, i després de quedar embarassada durant un rodatge, Stormy també es va introduir en el món de la política. Va passar a l'any 2009, quan un grup de fans va tractar de reclutar a Stormy per a la cursa electoral per al Senat de Louisiana. L'actriu porno va decidir en el mes de febrer de l'any 2009 anunciar als mitjans la seva intenció de convertir-se en senadora de l'Estat de Louisiana, i enfrontar-se així al partit republicà. David Vitter, va ser acusat de regentar un bordell de luxe a Washington DC.
Un grup d'admiradors de l'actriu va formar un lema que deia; "Una tempesta va a escombrar l'estat de Louisiana de polítics corruptes d'una vegada per sempre", aprofitant així el joc de paraules ("stormy", en català, vol dir tempesta).
Stormy, en una entrevista, va assegurar que la seva idea, en principi, "no era fer-me candidata, sinó atreure l'atenció sobre les eleccions, i la resposta ha estat tremendament positiva, així que tots ens estem deixant portar, sempre estic disposada a lluitar, qualsevol que em coneix ho sap. La política pot ser un treball molt més brut que el que tinc ara". En el programa de l'actriu i directora pornogràfica figurava la promesa de defensar la propietat intel·lectual de la indústria pornogràfica, i potenciar el paper de la dona en el món dels negocis.
Daniels mai es va afiliar o va participar en una campanya amb cap partit polític fins al 6 d'abril de 2010, quan va anunciar que estava preparada per presentar-se a les eleccions per al Senat de Louisiana com a republicana. Tanmateix, el 15 d'abril, Daniels va revelar que abandonava la seva carrera política pel Senat després d'assegurar que els mitjans de comunicació mai es van prendre la seva candidatura seriosament.

## Vida personal
Es va casar amb el seu company, l'actor Pat Myne l'any 2004. Daniels està casada amb el publicista del món de l'entreteniment per a adults Mike Moz. El 25 de juliol de 2009, Stormy va ser arrestada a Tampa, Florida, després d'atacar al seu marit en un episodi de violència domèstica.

## Premis

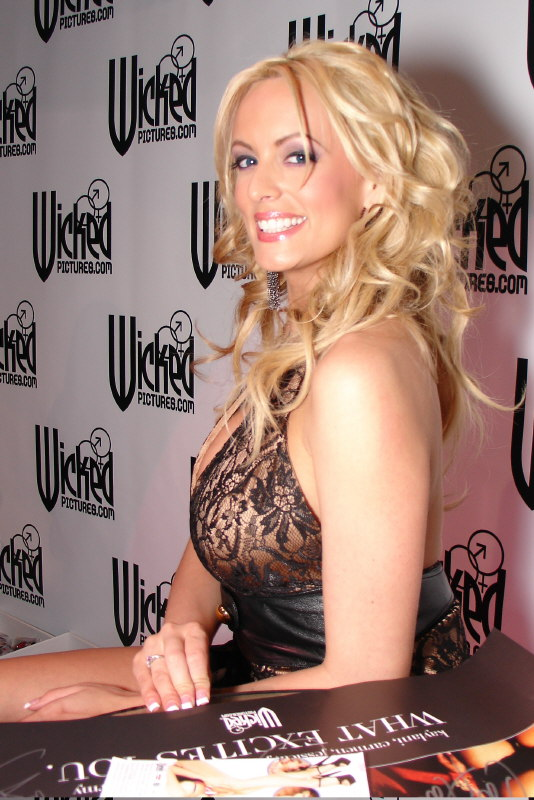
Stormy a les oficines de Wicked Pictures.

- 2003 Adam Film World Contract noia de l'Any
- 2003 Nominada – XRCO Premi a la Millor Actriu Debutant
- 2004 NightMoves Millor Actriu
- 2004 Premis AVN per a la Millor Actriu Debutant
- 2005 NightMoves Millor Director Debutant
- 2005 CAVR Estrella de l'Any
- 2006 CAVR Millor Direcció
- 2006 NightMoves Millor Actriu
- 2006 Exotic Dancer Adult Movie Actuació de l'Any
- 2006 Temptation Awards Millor Actriu
- 2006 F.A.M.E. Premi a l'Actriu Porno Favorita dels Fans[11]
- 2006 Premis AVN Millor Actriu de Repartiment – Camp Cuddly Pines Powertool Massacre[12]
- 2006 AVN Award per a la Millor Posada en Escena – Camp Cuddly Pines Powertool Massacre[12]
- 2006 Adam Film World Millor Estrella de l'any
- 2006 XRCO Premi de la premsa a la millor actriu porno
- 2007 F.A.M.E. Premi al Millor Pit[13]
- 2007 Golden G-String Award[14]
- 2007 Premis AVN Actriu amb contracte exclusiu de l'Any
- 2008 AVN Award a la Millor Estrella de l'Any[15]